# Перегруппировка Демьянова
Перегруппировка Демьянова — изомеризация (расширение или сужение цикла на один атом углерода) карбоциклических и некоторых гетероциклических первичных аминов, происходящая при их дезаминировании. Примером расширения цикла может служить диазотирование амина азотистой кислотой с образованием нестойкой соли диазония, распадающейся на азот и ион карбония. Ион карбония претерпевает перегруппировку, а затем стабилизируется, присоединяя гидроксил или отщепляя протон.
Пример перегруппировки:
Перегруппировка Демьянова открыта Н. Я. Демьяновым в 1903 году.